# Hoya de Málaga
La hoya de Málaga, también conocida como vega de Málaga o vega baja del Guadalhorce, es una depresión litoral formada por la confluencia de los ríos Guadalhorce y Guadalmedina, en la provincia de Málaga, Andalucía, España. Sobre la vega se asienta la mayor parte de la ciudad de Málaga. La hoya de Málaga comúnmente es identificada con la vega baja del valle del Guadalhorce, si bien algunas fuentes identifican la hoya de Málaga y el valle del Guadalhorce como un mismo accidente geográfico, siendo en tal caso ambos términos sinónimos.  
Los distritos de Málaga situados en la hoya son: Centro, Ciudad Jardín, Palma-Palmilla, Bailén-Miraflores, Puerto de la Torre, Cruz de Humilladero, Carretera de Cádiz, Campanillas, Churriana y Teatinos, también se consideran parte de la hoya la zona más al este de Torremolinos y las estribaciones orientales de Alhaurín de la Torre. 

## Descripción

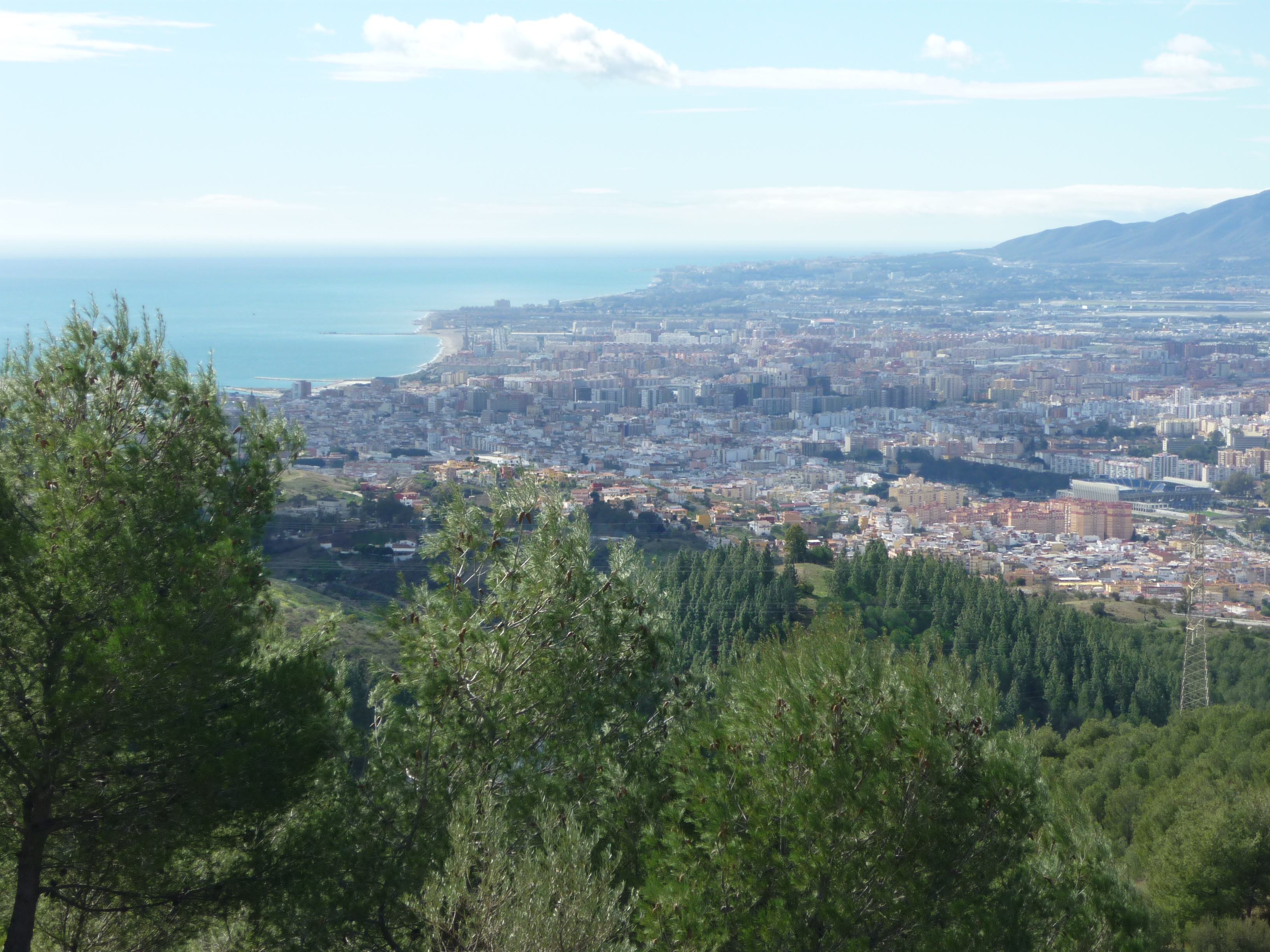
La vega de Málaga vista desde los montes

Está situada en la parte baja del valle del Guadalhorce, que se extiende hacia el oeste. Por el norte y este ocupa pequeños valles entre los cerros cercanos de los Montes de Málaga, que forman el límite norte y la protegen del frío del interior. Por el sur se abre hacia la bahía de Málaga. Al oeste está delimitada por la Sierra de Mijas y al noroeste por la Sierra de Cártama, que es la que separa la hoya del Valle del Guadalhorce. Desde la época fenicia, la hoya de Málaga ha ido ganando terreno al mar, debido tanto a la acción del hombre como por los arrastres sedimentarios del Guadalhorce. 
Sobre ella se extiende la ciudad de Málaga, su extrarradio (conformado por polígonos industriales etc), Torremolinos, así como las marismas del Guadalhorce, declaradas paraje natural por la Junta de Andalucía, por ser una zona que aún conserva gran parte de sus características primitivas.
Sometida a períodos tanto de sequías como de fuertes lluvias que provocan inundaciones, los terrenos de la hoya de Málaga estaban dedicados tradicionalmente a cultivos agrícolas, principalmente caña de azúcar, limonar y otros frutales y hortalizas. Sin embargo, el desarrollo urbanístico a partir de los años 60 ha hecho de esta una comarca progresivamente urbanizada y se espera que lo sea aún más conforme la ciudad avanza hacia el oeste. 

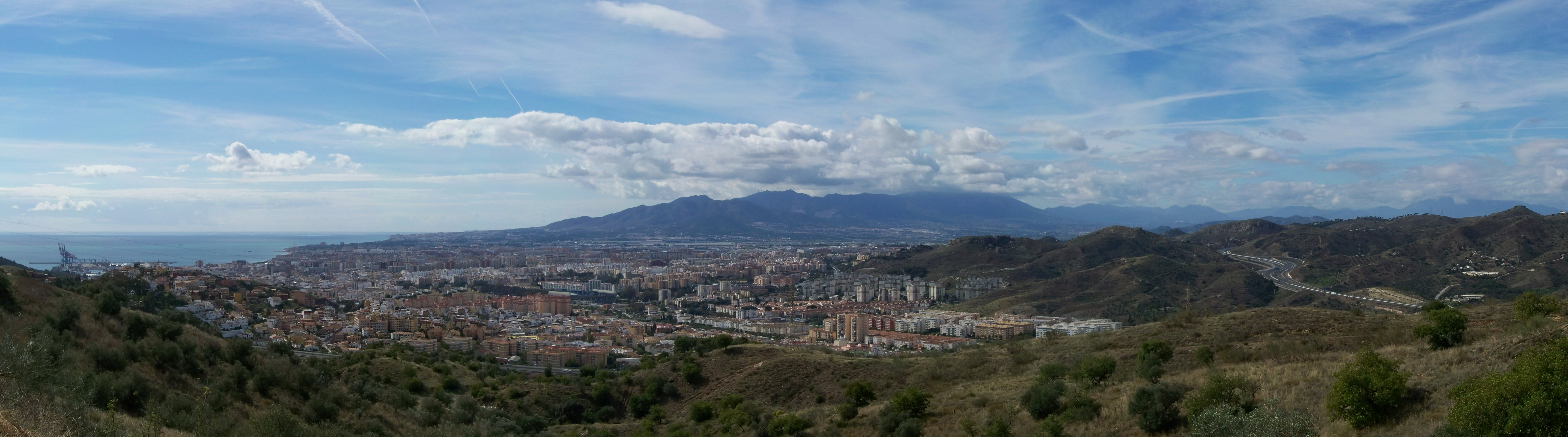
Panorámica de la hoya y la ciudad de Málaga desde la A-7000 con la Sierra de Mijas, al fondo.

## Clima

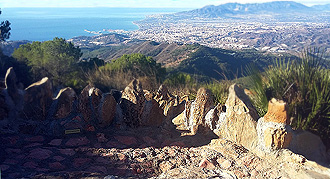
La hoya desde el Mirador de la Unidad

El clima de la hoya de Málaga es un clima mediterráneo típico, con una temperatura media anual es de 20,5 °C, siendo su máxima media de 29,4 °C en agosto y la mínima media de 13,9 °C en enero. La suavidad domina el clima invernal, siendo prácticamente inexistentes las heladas, aunque estas se han dado hasta los años sesenta y setenta del pasado siglo XX. La última nevada ocurrió en la hoya en 1954. Los veranos son calurosos, normalmente húmedos excepto cuando sopla «el terral», viento seco del interior que dispara las temperaturas. El «terral» es un efecto meteorológico prácticamente endémico de la hoya de Málaga y no se da en otros lugares cercanos como Rincón de la Victoria, debido al efecto aislante que forman las sucesivas cadenas montañosas que la rodean.